# SingStar Rock Ballads
SingStar Rock Ballads es un juego de karaoke del sistema PlayStation 2 publicado por Sony Computer Entertainment Europe y desarrollado por SCEE y London Studio. Esta es la 10.ª entrega en la saga SingStar.
SingStar Rock Ballads como el juego original, es distribuido tanto solo el juego (DVD), como el juego y un par de micrófonos acompañado —uno rojo y otro azul—. SingStar es compatible con la cámara EyeToy que sirve para visualizar a los jugadores en la pantalla mientras cantan.

## El juego
SingStar Rock Ballads es un juego de karaoke popular en el que los jugadores cantan canciones para conseguir puntos. Los jugadores interactúan con la PS2 por los micrófonos USB, mientras una canción es mostrada, junto a su video musical, en pantalla. Las letras de la canción son visualizadas durante toda la partida en la parte inferior de la pantalla. SingStar Rock Ballads reta a los jugadores a cantar como en las canciones originales, pero con su propia voz. Se trata de cantar lo más parecido o igualmente, intentando afinar igual, para poder ganar puntos. Normalmente, son dos los jugadores los que compiten a la vez, aunque el juego incluye otro tipo de modos para más jugadores.
Algunas de las mejores canciones de la historia del rock son baladas que emocionan a personas de todas las generaciones, llenando las tiendas de discos recopilatorios y el repertorio de cientos de emisoras. Esta 10.ª versión recoge algunos de esos éxitos desde los 70 hasta la actualidad.
SingStar Rock Ballads, como todo el resto de juegos de SingStar, excepto la primera entrega, mide el tono de un jugador y no lo compara con la voz original, esto quiere decir, que se puede cantar en cualquier octava más alta o más baja y aun así se pueden conseguir puntos. Esto está preparado para aquellos jugadores que no son capaces de cantar en un registro tan alto o tan bajo como la grabación original. Además, SingStar Rock Ballads incluye nuevos filtros de voz que pueden ser usados en el modo Playback para distorsionar o realzar la voz grabada durante la canción.
En SingStar se puede jugar a tres niveles distintos de dificultad —fácil, medio y difícil—. Cuanto más alto es el nivel del juego, menos podremos desafinar del tono original.
Esta versión de SingStar permite cambiar el disco de SingStar que hay dentro de la consola al principio (al que nos referiremos como Disco Maestro), para cambiar las canciones sin la necesidad de reiniciar tu consola. Cuando hemos cambiado el disco, la interfaz de juego, la funcionalidad y la apariencia siguen permaneciendo del Disco Maestro. Esto es bastante útil con la primera versión de SingStar, que tiene varios fallos, además de carecer de la capacidad de cantar en una octava menor o mayor del registro original; esto significa que hay que cantar idéntico al cantante original, con lo que es mucho más difícil. 

### Modos de Juego
- Cantar Solo - Modo para que un solo jugador cante
- Dueto - Dueto para 2 jugadores, en el que, al final de la canción, sumarán sus puntuaciones.
- Batalla - Modo para 2 jugadores en el que competirán por la mejor canción. A veces también con algunas canciones en dueto, solo que sin sumar sus puntuaciones.
- Pasa el Micro - Modo multijugador especial para fiestas.

## SingStar Rock BalladsLista de canciones
La siguiente lista corresponde con la lista de canciones de la versión inglesa. La lista de canciones de la versión española en esta versión, al igual que en SingStar '80s, SingStar Legends, SingStar 90 y SingStar R&B no será alterada de su versión original:
| SingStar Rock Ballads: Lista Española |                                                  |
| Air Supply                            | "All Out of Love "                               |
| Alannah Myles                         | "Black Velvet "                                  |
| Anastacia                             | "Left Outside Alone "                            |
| Avril Lavigne                         | "I'm With You"                                   |
| Boston                                | "More Than A Feeling"                            |
| Boy Meets Girl                        | "Waiting For A Star To Fall"                     |
| Cutting Crew                          | "I Just Died In Your Arms Tonight"               |
| Cyndi Lauper                          | "Time After Time"                                |
| Duran Duran                           | "Ordinary World "                                |
| Europe                                | "Carrie"                                         |
| Heart                                 | "Alone"                                          |
| Jon Secada                            | "Just Another Day"                               |
| Lone Star                             | "Amazed"                                         |
| Marc Cohn                             | "Walking In Memphis "                            |
| Meatloaf                              | "I'd Do Anything For Love (But I Won't Do That)" |
| Mr. Big                               | "To Be With You"                                 |
| Mr. Mister                            | "Broken Wings"                                   |
| Mr. Mister                            | "Kyrie"                                          |
| Nickelback                            | "How You Remind Me "                             |
| Harry Nilsson                         | "Without You"                                    |
| Poison                                | "Every Rose Has Its Thorn"                       |
| Queen                                 | "The Show Must Go On"                            |
| Roxette                               | "It Must Have Been Love"                         |
| Roxette                               | "Listen To Your Heart"                           |
| Starship                              | "Nothing's Gonna Stop Us Now"                    |
| Sugababes                             | "Too Lost In You "                               |
| The Calling                           | "Wherever You Will Go"                           |
| Tina Arena                            | "Chains "                                        |
| Toto                                  | "Africa"                                         |
| T'Pau                                 | "China In Your Hands"                            |